# جوناثان آمون
جوناثان آمون (بالإنجليزية: Jonathan Amon)‏ هو لاعب كرة قدم أمريكي في مركز الوسط، ولد في 30 أبريل 1999 في سامرفيل في الولايات المتحدة. شارك مع منتخب الولايات المتحدة تحت 20 سنة لكرة القدم ومنتخب الولايات المتحدة لكرة القدم. أما مع النوادي، فقد لعب مع نادي نوردشيلاند.

## وصلات خارجية
- جوناثان آمون على موقع قاعدة بيانات كرة القدم.إي يو (الإنجليزية)
- جوناثان آمون على موقع ناشيونال فوتبول تيمز (الإنجليزية)
- جوناثان آمون على موقع Soccerway.com (الإنجليزية)
- جوناثان آمون على موقع عالم كرة القدم.نت (الإنجليزية)